# Естампир
Естампир (фр. Estampures) насеље је и општина у јужној Француској у региону Миди Пирене, у департману Горњи Пиринеји која припада префектури Тарб.
По подацима из 2011. године у општини је живело 76 становника, а густина насељености је износила 13,67 становника/km². Општина се простире на површини од 5,56 km². Налази се на средњој надморској висини од 260 метара (максималној 330 m, а минималној 221 m).

## Демографија
| 1962. | 1968. | 1975. | 1982. | 1990. | 1999. | 2011. |
| ----- | ----- | ----- | ----- | ----- | ----- | ----- |
| 113   | 129   | 99    | 101   | 100   | 77    | 76    |

График промене броја становника у току последњих година